# Mjasnoi Bor

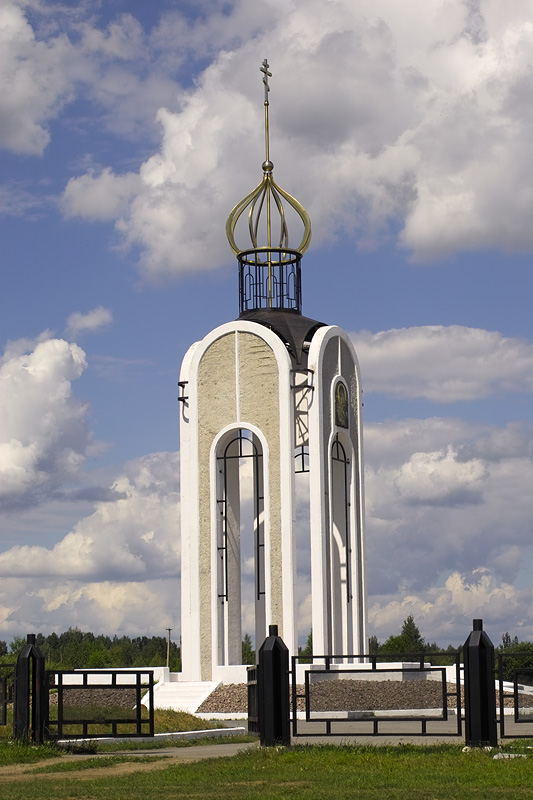
Mahnmal von Mjasnoi Bor

Mjasnoi Bor (russisch Мясной Бор, „Fleischwald“) ist ein Dorf und ein gleichnamiges Waldgebiet in der Nähe von Nowgorod, nördlich des Ilmensees. Das sumpfige Waldgebiet grenzt im Osten an den Fluss Pitwa, einem Nebenfluss des Wolchow. Mjasnoi Bor liegt ungefähr hundert Kilometer südlich von St. Petersburg entfernt an der M10 und an der M11.

## Geschichte
Nachdem Iwan der Schreckliche um 1540 die Gegend um Nowgorod zerstört hatte, hörte damit auch das Dorf Mjasnoi Bor auf zu existieren. Danach wurde es wieder aufgebaut und lebte in der Folgezeit hauptsächlich von der Rinderhaltung.
Während des Deutsch-Sowjetischen Krieges kam es im Dezember 1941 zu schweren Kämpfen in diesem Raum, vor allem im Gebiet des Bora-Moores, einem Abschnitt der Blauen Division. Im April 1942 nach der Schneeschmelze kam es im Rahmen der Schlacht am Wolchow erneut zu schweren Kampfhandlungen, als die sowjetische 2. Stoßarmee die Dörfer Mjasnoi Bor und Ljuban im Korridor des Wolchow-Kessels eroberte. Mjasnoi Bor lag wie die Ortschaften Podberesje, Samoschje, Mostki und Spaskaja Polist an einer Rollbahn, einer Straße zwischen Tschudowo und Nowgorod, welche parallel zum Wolchow verlief und den Brennpunkt der Wolchowschlacht bildete. Am 25. Juni 1942 waren stark sowjetische Verbände (ca. 40.000 Mann) von der Wehrmacht eingeschlossen. In den umliegenden Sümpfen fielen oder verhungerten hunderte von spanischen, deutschen und sowjetischen Soldaten. Andere Quellen erwähnen sogar zehntausende von Toten, die damals nicht alle bestattet wurden. Die Gegend ist seither auch als „Todestal“ (Долина Смерти) bekannt. Der historische Boden mit seiner großen Dichte von Skeletten, Ausrüstungsgegenständen und Waffen hat eine große Zahl sowohl von Archäologen als auch „Leichenräubern“ angelockt. Andere Gruppen beschäftigen sich mit dem Aufspüren und Umbetten von sterblichen Überresten. Heute gibt es in Mjasnoi Bor einen Kriegsgräber-Friedhof mit einem Mahnmal und Massengräbern von ca. 34.000 gefallenen sowjetischen Soldaten.

## Filmische Verarbeitung
Mit der Thematik der Ereignisse um das Todestal beschäftigt sich der Dokumentarfilm „Engelen des Doods“ des niederländischen Regisseurs Leo de Boer aus dem Jahr 1998.